# José Ribalta
José Manuel Ribalta (Rodrigo, Las Villas, 31 de marzo de 1963) es un exboxeador profesional cubano de los pesos pesados, que peleó de 1982 a 1999. Se le conoce sobre todo por su combate contra Mike Tyson en 1986. 

## Primeros años
Debido a los enfrentamientos entre el ejército y la guerrilla anticastrista en su provincia de nacimiento, su madre, él y nueve de sus hermanos emigraron los EE. UU. con los Vuelos de la Libertad en 1967. Su padre y su hermano mayor, ya en edad militar, quedaron en Cuba. El padre se pudo reunir con el resto de la familia en EE. UU. en 1978, y más tarde también lo haría su hermano mayor. Su madre y sus hermanos se establecieron en el área de Adams Morgan en la ciudad de Washington. Cuatro años más tarde, en 1971, la familia se mudó a Miami, la ciudad con la colonia cubana más numerosa. Sus dos hermanos mayores (los tres se llamaban José) eran boxeadores, aunque ninguno de ellos alcanzó el nivel del hermano pequeño. El hermano mayor (el primero en mudarse a Estados Unidos) fue peso wélter y tuvo tres combates profesionales en Estados Unidos. El mediano fue boxeador en Cuba, donde se enfrentó a Teófilo Stevenson tres veces como amateur, perdiendo las tres; también se enfrentó a Aziz Salihu.
El joven José comenzó a boxear en los Estados Unidos en 1975, cuando tenía 13 años, bajo la tutela del entrenador Dave Clark de Duran Boxing Corp. En 1979, 1980 y 1981, Ribalta ganó los torneos Florida Golden Gloves y el campeonato regional de la US Amateur Boxing Association regional. En 1981 fue a la competición nacional de US Golden Gloves national competition,en la que derrotó a cuatro rivales y alcanzó la final contra el campeón amateur Johnny Williams, de Chicago, quien lo derrotó con facilidad. Poco después, para mantener a su familia, se hizo profesional.

## Carrera profesional
Ribalta hizo su debut profesional en 1982. Logró 10 victorias consecutivas. En 1983 perdió ante Ricardo Richardson por KO técnico en el séptimo asalto. Luego Ribalta ganó otras 7 peleas. Mientras ascendía en la clasificación del boxeo profesional, Ribalta se ganaba la vida como compañero de entrenamiento del campeón Trevor Berbick y del aspirante al título de los pesos pesados Gerry Cooney.
En julio de 1985 tuvo lugar su primer combate televisado, contra James "Bonecrusher" ("Quebrantahuesos") Smith. Ribalta perdió por decisión dividida. El público se indignó a gritos por la decisión de los jueces y Ribalta consideró que le habían "robado" la victoria. En concreto, en su autobiografía escribe que después de la pelea el promotor de boxeo Don King guiñó el ojo a uno de los jueces. En septiembre de 1985 Ribalta se enfrentó a Marvis Frazier (hijo del campeón Joe Frazier). Después de un combate bastante igualado, Frazier ganó la pelea por decisión mayoritaria. En mayo de 1986, David Jaco lo derribó, pero finalmente Ribalta ganó por KO en el quinto asalto.
El 17 de agosto de 1986 Ribalta se enfrentó a Mike Tyson en una pelea transmitida por el canal HBO prepago. En el momento de la pelea Ribalta ocupaba el 10º puesto en la clasificación del Consejo Mundial de Boxeo. En la pelea Ribalta fue derribado tres veces y finalmente perdió por KO técnico en el décimo asalto, cuando la pelea se detuvo después de que una andanada de golpes de Tyson cayera sobre Ribalta, arrinconándolo contra las cuerdas. En 2014 Tyson declaró que Ribalta fue el oponente más duro al que se había enfrentado.
En 1999 Ribalta perdió por KO en el primer asalto contra Donovan Ruddock, luego de lo cual se retiró del boxeo profesional.
Entró en el Florida Boxing Hall of Fame en 2014.
Ribalta es el autor de “Courage in the Ring” (2014), su autobiografía como deportista profesional.

## Registro de boxeo profesional
| N.º | Resultado | Balance | Rival                 | Tipo | Asalto        | Fecha          | Localidad                                                                        | Notas                                          |
| --- | --------- | ------- | --------------------- | ---- | ------------- | -------------- | -------------------------------------------------------------------------------- | ---------------------------------------------- |
| 56  | Derrota   | 38–17–1 | Donovan Ruddock       | TKO  | 1 (10), 1:40  | 8-octubre-1999 | Turning Stone Resort Casino, Verona, Nueva York (EE. UU.)                        |                                                |
| 55  | Derrota   | 38–16–1 | Chris Byrd            | RTD  | 3 (10), 3:00  | 3-junio-1999   | Soaring Eagle Casino & Resort, Mount Pleasant, Míchigan (EE. UU.)                |                                                |
| 54  | Derrota   | 38–15–1 | Vitali Klitschko      | TKO  | 2 (8), 2:13   | 5-junio-1998   | Sporthalle Wandsbek, Hamburgo (Alemania)                                         |                                                |
| 53  | Derrota   | 38–14–1 | Larry Donald          | TKO  | 6 (10)        | 15-julio-1997  | Riverside Convention Center, Rochester, Nueva York                               |                                                |
| 52  | Derrota   | 38–13–1 | Axel Schulz           | UD   | 10            | 7-dic.-1996    | Viena, Austria                                                                   |                                                |
| 51  | Victoria  | 38–12–1 | James Holley          | TKO  | 1 (10)        | 6-abril-1996   | Peel's Palace, Erlanger, Kentucky (EE. UU.)                                      |                                                |
| 50  | Victoria  | 37–12–1 | Bruce Johnson         | KO   | 1 (10)        | 9-dic.-1995    | MARK of the Quad Cities, Moline, Illinois (EE. UU.)                              |                                                |
| 49  | Victoria  | 36–12–1 | Carlton West          | TKO  | 1 (10)        | 11-oct.-1995   | International Ballroom, Washington D. C. (EE. UU.)                               |                                                |
| 48  | Victoria  | 35–12–1 | George Harris         | TKO  | 2 (10)        | 22-sept.-1995  | Mountaineer Casino, Racetrack and Resort, Chester, Virginia Occidental (EE. UU.) |                                                |
| 47  | Victoria  | 34–12–1 | John Basil Jackson    | PTS  | 8 (10)        | 15-marzo-1995  | Harmarville, Pensilvania (EE. UU.)                                               |                                                |
| 46  | Derrota   | 33–12–1 | Joe Hipp              | KO   | 2 (12), 1:53  | 10-mayo-1994   | Mashantucket, Connecticut (EE. UU.)                                              | Para el título de los pesos pesados de la NABF |
| 45  | Derrota   | 33–11–1 | Tony Tubbs            | UD   | 3             | 3-dic.-1993    | Casino Magic, Bay St. Louis, Misisipi (EE. UU.)                                  |                                                |
| 44  | Victoria  | 33–10–1 | Derek Williams        | SD   | 3             | 3-dic.-1993    | Casino Magic, Bay St. Louis, Misisipi (EE. UU.)                                  |                                                |
| 43  | Derrota   | 32–10–1 | Larry Holmes          | UD   | 10            | 28-sept.-1993  | Casino Magic, Bay St. Louis, Misisipi (EE. UU.)                                  |                                                |
| 42  | Victoria  | 32–9–1  | Wes Turner            | TKO  | 4             | 10-jul.-1993   | Fernwood Resort, Bushkill, Pensilvania (EE. UU.)                                 |                                                |
| 41  | Derrota   | 31-9–1  | Michael Dokes         | UD   | 10            | 6-oct.-1992    | Mahi Shrine Temple, Miami Beach, Florida (EE. UU.)                               |                                                |
| 40  | Derrota   | 31–8–1  | Frank Bruno           | KO   | 2 (10), 1:44  | 22-abril-1992  | Wembley Arena, Londres (Inglaterra)                                              |                                                |
| 39  | Derrota   | 31–7–1  | Pierre Coetzer        | PTS  | 10            | 11-mayo-1991   | Biloxi, Misisipi (EE. UU.)                                                       |                                                |
| 38  | Derrota   | 31–6–1  | Bruce Seldon          | RTD  | 3 (10), 3:00  | 11-enero-1991  | Etess Arena, Atlantic City, Nueva Jersey (EE. UU.)                               |                                                |
| 37  | Derrota   | 31–5–1  | Tim Witherspoon       | MD   | 10            | 19-julio-1990  | Kingdome, Seattle, Washington (EE. UU.)                                          |                                                |
| 36  | Victoria  | 31–4–1  | Michael Johnson       | KO   | 2             | 9-feb.-1990    | Palacio de los Deportes, Zaragoza (España)                                       |                                                |
| 35  | Victoria  | 30–4–1  | Jose Allencastro      | KO   | 2             | 6-oct.-1989    | Zaragoza (España)                                                                |                                                |
| 34  | Victoria  | 29–4–1  | Jeff Sims             | UD   | 10            | 21-julio-1989  | Convention Center, Atlantic City, Nueva Jersey (EE. UU.)                         |                                                |
| 33  | Victoria  | 28–4–1  | Jerry Hairston        | KO   | 1             | 2-junio-1989   | Holiday Inn, Parkersburg, West Virginia (EE. UU.)                                |                                                |
| 32  | Victoria  | 27–4–1  | Jose Garcia           | KO   | 1             | 3-junio-1988   | Raleigh County Armory, Beckley, Virginia Occidental (EE. UU.)                    |                                                |
| 31  | Victoria  | 26-4-1  | Steve Zouski          | UD   | 10            | 12-sept.-1987  | James L. Knight Center, Miami Beach, Florida (EE. UU.)                           |                                                |
| 30  | Victoria  | 25–4–1  | Mark Young            | UD   | 10            | 16-mayo-1987   | Convention Center, Miami Beach, Florida (EE. UU.)                                |                                                |
| 29  | Victoria  | 24–4–1  | Leon Spinks           | TKO  | 1 (10), 2:10  | 17-enero-1987  | Coconut Grove Convention Center, Miami, Florida (EE. UU.)                        |                                                |
| 28  | Victoria  | 23–4–1  | John Williams         | TKO  | 2 (10), 0:50  | 26-sept.-1986  | Abel Holtz Stadium, Miami Beach, Florida (EE. UU.)                               |                                                |
| 27  | Derrota   | 22–4–1  | Mike Tyson            | TKO  | 10 (10), 1:37 | 17-agosto-1986 | Trump Plaza Hotel and Casino, Atlantic City, Nueva Jersey (EE. UU.)              |                                                |
| 26  | Victoria  | 22–3–1  | Rick Kellar           | KO   | 1 (10)        | 20-junio-1986  | Milander Auditorium, Hialeah, Florida (EE. UU.)                                  |                                                |
| 25  | Victoria  | 21–3–1  | David Jaco            | KO   | 5 (10)        | 13-mayo-1986   | Bloomington, Minnesota (EE. UU.)                                                 |                                                |
| 24  | Victoria  | 20–3–1  | Jeff Freeney          | KO   | 1 (10)        | 4-abril-1986   | Convention Center, Coconut Grove, Florida (EE. UU.)                              |                                                |
| 23  | Victoria  | 19–3–1  | Al Houck              | KO   | 3 (10)        | 4-marzo-1986   | Auditorium, Coconut Grove, Florida (EE. UU.)                                     |                                                |
| 22  | Derrota   | 18–3–1  | Marvis Frazier        | MD   | 10            | 11-sept.-1985  | Trump Casino Hotel, Atlantic City, Nueva Jersey (EE. UU.)                        | Su padre murió en la víspera de este combate   |
| 21  | Victoria  | 18–2–1  | Ernie Barr            | UD   | 10            | 23-julio-1985  | Convention Center, Miami Beach, Florida (EE. UU.)                                |                                                |
| 20  | Derrota   | 17–2–1  | James Smith           | SD   | 10            | 29-abril-1985  | Memorial Auditorium, Buffalo, Nueva York (EE. UU.)                               |                                                |
| 19  | Nulo      | 17–1–1  | Cecil Coffee          | PTS  | 10            | 18-oct.-1984   | Atlantis Hotel & Casino, Atlantic City, Nueva Jersey (EE. UU.)                   |                                                |
| 18  | Victoria  | 17–1    | Nate Robinson         | TKO  | 2 (8)         | 26-julio-1984  | Convention Center, Miami Beach, Florida (EE. UU.)                                |                                                |
| 17  | Victoria  | 16–1    | Jimmy Jones           | PTS  | 8             | 8-marzo-1984   | James Knight Convention Center, Miami, Florida (EE. UU.)                         |                                                |
| 16  | Victoria  | 15–1    | Juan Antonio Figueroa | DQ   | 7 (10)        | 15-dic.-1983   | Resorts International, Atlantic City, Nueva Jersey (EE. UU.)                     |                                                |
| 15  | Victoria  | 14–1    | Ishaq Hussein         | TKO  | 6 (6)         | 25-oct.-1983   | Playboy Hotel and Casino, Atlantic City, Nueva Jersey (EE. UU.)                  |                                                |
| 14  | Victoria  | 13–1    | Robert Evans          | UD   | 8             | 1-sept.-1983   | Resorts International, Atlantic City, Nueva Jersey (EE. UU.)                     |                                                |
| 13  | Victoria  | 12–1    | Tom Prater            | UD   | 8             | 3-junio-1983   | Milander Auditorium, Hialeah, Florida (EE. UU.)                                  |                                                |
| 12  | Victoria  | 11–1    | Ron Harry             | TKO  | 6 (8)         | 29-abril-1983  | Ventura Skating Center, Hialeah, Florida (EE. UU.)                               |                                                |
| 11  | Derrota   | 10–1    | Ricardo Richardson    | TKO  | 7 (10)        | 1-junio-1982   | Milander Auditorium, Hialeah, Florida (EE. UU.)                                  |                                                |
| 10  | Victoria  | 10–0    | Miles Prince          | TKO  | 2             | 14-enero-1983  | Milander Auditorium, Hialeah, Florida (EE. UU.)                                  |                                                |
| 9   | Victoria  | 9–0     | Nate Robinson         | TKO  | 5             | 6-nov.-1982    | War Memorial Auditorium, Fort Lauderdale, Florida (EE. UU.)                      |                                                |
| 8   | Victoria  | 8–0     | John L Johnson        | KO   | 1             | 21-oct.-1982   | Ventura Skating Center, Hialeah, Florida (EE. UU.)                               |                                                |
| 7   | Victoria  | 7–0     | Al Leticky            | KO   | 1 (8)         | 30-sept.-1982  | Ventura Skating Center, Hialeah, Florida (EE. UU.)                               |                                                |
| 6   | Victoria  | 6–0     | Curtis Gaskins        | TKO  | 2 (6)         | 20-julio-1982  | War Memorial Auditorium, Fort Lauderdale, Florida (EE. UU.)                      |                                                |
| 5   | Victoria  | 5–0     | Gabriel Saenz         | KO   | 2 (6)         | 9-julio-1982   | Milander Auditorium, Hialeah, Florida (EE. UU.)                                  |                                                |
| 4   | Victoria  | 4–0     | Kenneth Wring         | KO   | 3 (6)         | 18-junio-1982  | Milander Auditorium, Hialeah, Florida (EE. UU.)                                  |                                                |
| 3   | Victoria  | 3–0     | Ken Davis             | UD   | 4             | 21-mayo-1982   | Convention Center, Miami Beach, Florida (EE. UU.)                                |                                                |
| 2   | Victoria  | 2–0     | Douglas Fowler        | KO   | 2 (4)         | 5-feb.-1982    | North Miami Beach Auditorium, Miami Beach, Florida (EE. UU.)                     |                                                |
| 1   | Victoria  | 1–0     | J C Richardson        | TKO  | 1 (4)         | 20-enero-1982  | War Memorial Auditorium, Fort Lauderdale, Florida (EE. UU.)                      |                                                |